# Густав Раймар
Густав Раймар (нім. Gustav Reimar; 24 квітня 1910, Діддерзе — 23 березня 1945, Будапешт) — німецький офіцер, майор вермахту (листопад 1944). Кавалер Лицарського хреста Залізного хреста з дубовим листям.

## Біографія
В 1929 році вступив в 17-й піхотний полк. В 1939 році — командир взводу 4-го стрілецького полку 6-ї танкової дивізії. Учасник Польської і Французької кампаній. З початку 1941 року — командир 6-ї роти свого полку. Учасник Німецько-радянської війни. Відзначився у боях на північний схід від Бєлгорода (липень 1943). В квітні 1944 року був тяжко поранений у боях в Північній Україні. Після одужання призначений командиром 76-го запасного польового батальйону, з яким наприкінці серпня 1944 року був кинутий в бій у районі Ковно. З листопада 1944 року — командир 2-го батальйону 114-го моторизованого полку. Загинув у бою.

## Нагороди
- Медаль «За вислугу років у Вермахті» 4-го класу (4 роки)
- Залізний хрест
  - 2-го класу (29 грудня 1939)
  - 1-го класу (3 червня 1940)
- Штурмовий піхотний знак в сріблі
- Медаль «За зимову кампанію на Сході 1941/42»
- Німецький хрест в золоті (21 березня 1943)
- Лицарський хрест Залізного хреста з дубовим листям
  - лицарський хрест (28 липня 1943)
  - дубове листя (№582; 10 вересня 1944)
- Нагрудний знак «За поранення» в сріблі